# Geocalycaceae
Geocalycaceae é uma das maiores famílias de hepáticas folhosas. Esta família foi colocada na subordem Geocalycineae, a Jungermanniales, e subdividida em três subfamílias: Geocalycoideae, Leptoscyphoideae e Lophocoleoideae - com base no perianto, tipo de ramificação, camadas da parede da cápsula, localização dos rizoides e tipo de reprodução assexuada.

## Características Gerais
- Morfologia

A família Geocalycaceae se caracteriza por apresentar gametângios dióicos, autóicos (com gametângios em diferentes brotos) ou paróicos (com gametângios no mesmo broto, mas separados). Elas são plantas verdes, mas também podem apresentar coloração amarronzada ou mesmo vermelho-amarronzada. Apresentam também ramificação variável (lateral e ventral), podendo ainda conter estolões ou flagelos, mas que frequentemente estão ausentes. Seus caulídios não possuem hialoderme e têm um córtex usualmente diferenciado. Suas folhas são em forma de súcubos ou inseridas obliquamente, inferiores e bilobadas.
Já seus rizoides são restritos à base das folhas inferiores ou dispersos na superfície ventral do caule; seus filoides súcubos são, usualmente, inseridos horizontalmente, com uma linha de inserção atingindo o meio do caulídio, lobado ou inteiros, em que a margem do filoide pode ser inteiro ou denteado. Possuem ainda células de parede delgada, com ou sem trigônios, com uma cutícula lisa ou mesmo rugosa. Apresentam corpos de óleos granulares, uma característica marcante e distinta das hepáticas, no qual são estruturas que acumulam óleos aromáticos. No caso de Geocalycaceae raramente são homogêneos e possuem de 2-12 (-25) por célula.
Além disso, as Geocalycaceae apresentam também o anfigastro (apêndice foliáceo que se observa no talo das hepáticas folhosas), pequenos ou grandes, usualmente lobados, frequentemente denteados ou colado com os filoides. Os rizoides dessas plantas são usualmente em tufos na base dos anfigastros e raramente se encontram espalhados. Outra característica da família é a presença de um gametófito em ramos curtos e seu esporófito se encontra envolto por um perianto ou marsúpio, quilhado ou lateralmente comprimido. Além disso, também possuem cápsula com 3-8 camadas de células epidérmicas.
Possuem ainda ramos férteis laterais (Lophocoleoideae) ou ventrais (Geocalycoideae); os estames são espigados; possuem também brácteas femininas grandes, reduzidas ou vestigiais; perianto reduzido ou ausente, ou com perigônio rizoidal (Geocalycoideae) ou boca larga (Lophocoleoideae).
- Reprodução Assexuada

De maneira geral, a reprodução vegetativa de Geocalycaceae é assexuada, se dando por gemas ou filoides caducos, mais especificamente de quatro formas:
- Gemas das margens das folhas: neste caso, as gemas são formadas por células marginais em proliferação e elementos bicelulares ou multicelulares deiscentes (a deiscência é a divisão de uma estrutura de planta madura ao longo de uma linha de fraqueza embutida para liberar seu conteúdo).
- Gemas das pontas dos lóbulos das folhas: aqui, as gemas são formadas nas pontas dos lóbulos das folhas jovens e adultas de brotos maduros, bem como nas pontas dos lóbulos de ambos os brotos juvenis, assim como os regenerantes que estão totalmente aderidos ao substrato da folha adulta.
- Gemas de ápices de brotos reduzidos: neste tipo, o desenvolvimento ocorre nas gemas de duas células, a partir de cadeias ramificadas de células, provenientes das margens de folhas vestigiais malformadas nos ápices de brotos eretos e atenuados.
- Folhas caducas: característica de apenas dois táxons nas Geocalycaceae: Anaphalis cuneifolia e Campanocolea, em que os dentes marginais são livremente caducos.

## Ecologia
No oeste da América do Norte ocorrem duas subfamílias, Geocalycoideae e Lophocoleoideae. Para a América do Norte, foram listados dois gêneros de Geocalycaceae - Geocalyx com uma espécie e Harpanthus com três espécies; e três gêneros para Lophocoleaceae-Chiloscyphus, com uma espécie e quatro variedades, também Leptoscyphus com uma espécie, e Lophocolea com cinco espécies e duas variedades. Todos os gêneros acima, exceto Leptoscyphus, ocorrem no oeste da América do Norte .
O primeiro trabalho que tratou de Geocalycaceae no oeste norte-americano foi feito por Mitten, em 1865, que listou Lophocolea heterophylla, coletada em Fort Colville, Washington, por Lyall, e Harpanthus flotovianus, coletada nas Montanhas Rochosas, por Bourgeau.  Outros quatro gêneros foram tratados: Chiloscyphus, Geocalyx, Harpanthus e Lophocolea e listaram as seguintes espécies para a metade ocidental da América do Norte: Chiloscyphus fragilis, C. gemmiparus, C. pallescens, C. polyanthus, C. rivularis, Geocalyx graveolens, Harpanthus flotovianus, Lophocolea bidentata, L. cuspidata, L. heterophylla e L. minorm . Em 1952, Persson listou Chiloscyphus fragilis, C. pallescens, C. polyanthus, C. rivularis, Harpanthus flotovianus e Lophocolea cuspidata para o Alasca.
Em 1968, Schofield listou Chiloscyphus pallescens, C. polyanthus, Geocalyx graveolens, Harpanthus flotovianus, H. scutatus, Lophocolea bidentata, L. heterophylla e L. minor para British Columbia. Worley (1970) registrou Chiloscyphus pallescens, Geocalyx graveolens e Harpanthus flotovianus, no Alasca e, em 1977, Bird e colaboradores relataram Lophocolea minor para o território de Yukon.
A família Geocalycaceae tem duas subfamílias e seis gêneros na Melanésia Ocidental. Geocalycoidae é representado por Saccogynidium, duas espécies, e Lophocoleoideae por Clasmatocolea E Conoscyphus, ambas com uma espécie cada, Heteroscyphus, com treze, Pletoscyphus, com uma e Lophocolea, com nove espécies. Clasmatocolea e Leptoscyphus são recentemente registradas para a Melanésia Ocidental. Clasmatocolea tjiwideiensis era anteriormente conhecida, no qual Leptoscyphus huonicus é descrita como a nova. Onze espécies de Heteroscyphus ocorrem na Península de Huon, das quais H. sarawaketanus  é descrita como a nova, e H. acutangulus e H. turgidus são novos registros para a Melanésia Ocidental. O gênero Lophocolea possui oito espécies na Península de Huon, L. morobeana, L. teptepensis e L. wambana são descritas como novas. L. bidentata é nova para Papua-Nova Guiné. Chiloscyphus dietianus é transferida para Heteroscyphus como H. diestianus.
Já na índia, a família Geocalycaceae é uma das maiores famílias de hepáticas folhosas do país, composta por 9 gêneros e 27 espécies pertencentes a duas subfamílias. Um estudo feito relatando a distribuição dos membros desta família no estado de Kerala, avaliou que a família Geocalycaceae está representada por 11 espécies pertencentes a três gêneros: Heteroscyphus (6 espécies), Chiloscyphus (3 espécies) e Lophocolea (2 espécies), das quais Chiloscyphus muricatus e Heteroscyphus bescherellei foram as novas espécies encontradas no estado de Kerala.
Com exceção de Heteroscyphus argutus, os membros de Geocalycaceae estão presentes nas áreas de alta altitude de Kerala. A maioria dos membros de Chiloscyphus é encontrada crescendo no solo ou em rochas cobertas de solo. O gênero Lophocolea é encontrado em estacas de terra e em rochas. Heteroscyphus splendens e H. bescherellei preferem crescer apenas como epífitas. H. argutus está amplamente distribuída em todos os micro-habitats em populações puras ou em associação com outras briófitas e samambaias, geralmente em áreas de baixa e média altitude. Chiloscyphus chinnarensis é uma espécie endêmica de Kerala. Todas essas espécies são densamente compactadas e crescem como cama, servindo como micro-habitat para plantas superiores. As briófitas são provavelmente os macro-elementos menos documentados da maior parte do ecossistema, especialmente no sul da Índia. Mas alguns estudos como este feito em Kerala, na índia e tantos outros mostram a diversidade da família Geocalycaceae.
Já no Brasil, um trabalho feito por alguns pesquisadores trouxe um levantamento de plantas hepáticas em um fragmento de Mata Atlântica, no Município de Santa Teresinha, Bahia. Foram registradas 70 espécies pertencentes a 41 gêneros e 14 famílias, dentre eles, a Geocalycaceae. Os táxons registrados para a Serra da Jiboia correspondem àqueles mais característicos de florestas tropicais Baixo Montana e sub-montana.

## Relações filogenéticas
Sobre as relações filogenéticas de Geocalycaceae, a maioria dos autores considera que Geocalycaceae também inclua Lophocoleaceae e Harpanthaceae, no qual Geocalycaceae incluiria então espécies com perianto terminal ou um perianto trígono comprimido lateralmente. Já outros autores, sugerem que as Lophocoleaceae são separadas das Geocalycaceae e Harpanthaceae. A explicação dada é que as Lophocoleaceae desenvolvem invólucros femininos que se originam pelo menos em parte do tecido dos caules.
Já um estudo mais recente mostrou que Geocalycaceae é polifilética, levando ao restabelecimento de Lophocoleaceae dentro do grupo por meio de uma análise de máxima verossimilhança.

## Diversidade taxonômica

### Gêneros[17]:
- Amphilophocolea R.M. Schust.
- Arctoscyphus Hässel
- Campanocolea R.M. Schust.
- Clasmatocolea Spruce
- Conoscyphus Mitt.
- Cyanolophocolea (R.M. Schust.) R.M. Schust.
- Evansianthus R.M. Schust. & J.J. Engel
- Geocalyx Nees
- Harpanthus Nees
- Hepatostolonophora J.J. Engel & R.M. Schust.
- Heteroscyphus Schiffn.
- Lamellocolea J.J. Engel
- Leioscyphus Mitt.
- Leptophyllopsis R.M. Schust.
- Leptoscyphopsis R.M. Schust.
- Leptoscyphus Mitt.
- Pachyglossa Herzog & Grolle
- Pedinophyllopsis R.M. Schust. & Inoue
- Perdusenia Hässel
- Physotheca J.J. Engel & Gradst.
- Platycaulis R.M. Schust.
- Pseudolophocolea R.M. Schust. & J.J. Engel
- Saccogyna Dumort.
- Saccogynidium Grolle
- Stolonivector J.J. Engel
- Stolonophora

## Lista de espécies brasileiras

### 2 gêneros e 7 espécies (nativas)[18]
Leptoscyphus Mitt.
- Leptoscyphus amphibolius (Nees) Grolle

- Leptoscyphus cuneifolius (Hook.) Mitt.

- · Leptoscyphus gibbosus (Taylor) Mitt.

- Leptoscyphus porphyrius (Nees) Grolle

- ·Leptoscyphus spectabilis (Steph.) Grolle

- · Leptoscyphus trapezoides (Mont.) L.Söderstr.

- Saccogynidium (Ångström) Grolle

- Saccogynidium caldense (Ångstr.) Grolle

## Domínios e estados de ocorrência no Brasil

### Distribuição Geográfica[19]
- Norte (Amazonas, Pará)
- Nordeste (Bahia, Pernambuco)
- Centro-Oeste (Goiás)
- Sudeste (Espírito Santo, Minas Gerais, Rio de Janeiro, São Paulo)
- Sul (Paraná, Rio Grande do Sul, Santa Catarina)

Também se encontram em AM, AP, ES, MG, PE, PR, RJ, RS e SC.
- Domínios Fitogeográficos: Amazônia, Cerrado, Mata Atlântica[19].

De acordo com a Lista das Espécies da Flora Ameaçadas de Extinção no Estado de Minas Gerais, a espécie Lophocolea quadridentata, da família Geocalycaceae se encontra em estado vulnerável em Minas Gerais.